# Многолітний Іван Якимович
Іван Якимович Многолітний (Многолєтний) (27 січня 1908, село Журавка Чернігівської губернії, тепер Сумського району Сумської області — 1989, Чистоозерний район Новосибірської області, тепер Російська Федерація) — радянський діяч, комбайнер Юдінської МТС Чистоозерського району Новосибірської області. Депутат Верховної ради СРСР 1-го скликання.

## Біографія
Народився в бідній українській селянській родині. З дитячих років наймитував, пас худобу.
У 1926 році разом із родиною перебрався до Сибіру, де оселився в селі Олтар Каїнського повіту Томської губернії (тепер Чистоозерного району Новосибірської області). У 1928 році вступив до колгоспу «Кооперативне життя», очолював сільський комсомольський осередок.
У 1931 році закінчив курси трактористів. З 1931 працював спочатку трактористом радгоспу «Вівчар», а потім Юдінської машинно-тракторній станції (МТС). У 1932 році став бригадиром тракторного загону і одночасно комбайнером при МТС. У 1933 році закінчив крайові курси комбайнерів. У 1935 році брав активну участь у стахановському русі, його бригада досягла на кожен трактор (С-60 «Сталінець») виробітку 2732 га землі.
У 1936 році був членом комісії з розробки нової Конституції СРСР, а потім делегатом Надзвичайного VIII Всесоюзного з'їзду Рад, що проходив у Москві з 25 листопада по 5 грудня 1936 року. У 1937 році Іван Многолітний на зчепі двох комбайнів зібрав хліб із площі близько 2500 га (при середній виробітці на комбайн в області 230 га) і був визнаний кращим комбайнером Західного Сибіру. Член ВКП(б).
У 1938—1939 роках — заступник голови виконавчого комітету Новосибірської обласної ради депутатів трудящих.
У 1939 році повертається працювати комбайнером до МТС в селі Олтар Чистоозерного району і на зчепі вже 3 комбайнів зібрав зернових на площі 3004 га. За новаторський досвід у землеробстві на Всесоюзній сільськогосподарській виставці у 1939 році був нагороджений Великою золотою медаллю.
У листопаді 1941 року призначений заступником директора Юдінської МТС Чистоозерного району Новосибірської області з політичної частини. З червні 1945 по 1958 рік — директор Юдінської МТС Чистоозерного району Новосибірської області. У 1958—1968 роках очолював Юдінську ремонтно-технічну станцію та Юдінське ремонтно-технічне підприємство Новосибірської області.
З 1968 року — на пенсії в Чистоозерному районі Новосибірської області. Помер у 1989 році.

## Нагороди
- орден Леніна (1942)
- орден Трудового Червоного Прапора (13.12.1935)
- Велика золота медаль Всесоюзної сільськогосподарської виставки (1939)
- медалі